# Богач Василь Володимирович

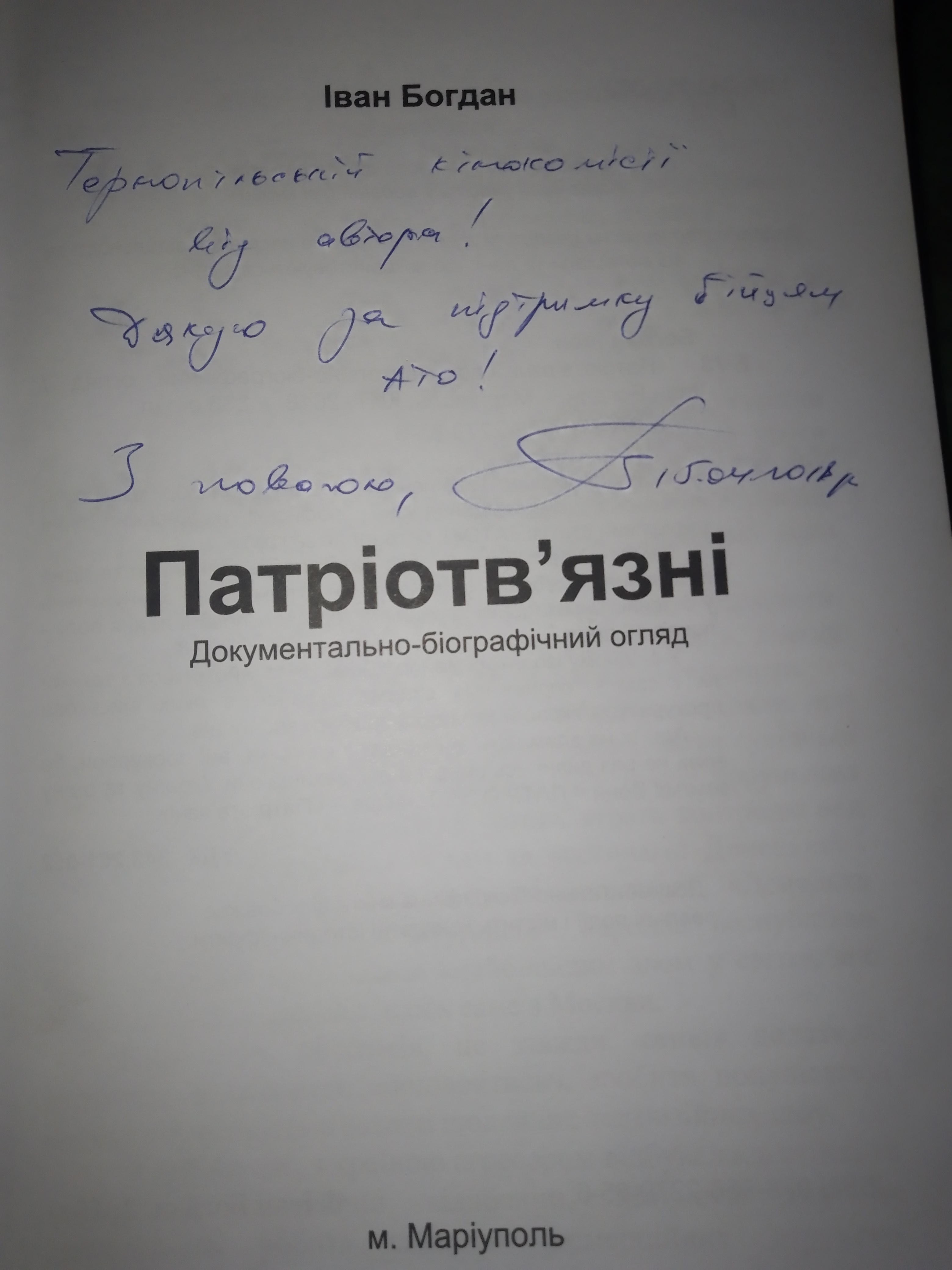
Автограф Івана Богдана

Васи́ль Володи́мирович Богач (позивний — Домаха; літературний псевдонім — Іван Богдан; 16 серпня 1979, м. Волноваха, Донецька область — 8 травня 2022, м. Маріуполь, Донецька область) — український військовослужбовець, підполковник Служби безпеки України, учасник російсько-української війни. Герой України (2023, посмертно).

## Життєпис
Василь Богач народився 16 серпня 1979 року в місті Волновасі на Донеччині.
Закінчив Донецький національний університет імені Василя Стуса. Служив у Службі безпеки України.
Від 2014 року був на фронті.
"Вдома на балконі у Василя, на балконі завжди висів прапор України. Вася казав: «я майор СБУ, який ще прапор у мене має бути??!! А сусіди-сєпари, нехай сцять і бояться,  бо я їм спуску не дам!».
У 2015 році зазнав політичних репресій і три тижні провів у Бахмутському СІЗО за сфабрикованою справою воєнною прокуратурою та всп. У СІЗО він познайомився ще з арештованими добровольцями. Після виходу на волю під псевдо Іван Богдан написав книгу «Патріотов'язні».  
Після початку повномасштабного російського вторгнення в Україну приєднався до полку «Азов». 4 квітня 2022 року зазнав важкого поранення, перебув у шпиталі на «Азовсталі». Загинув 8 травня 2022 року на заводі внаслідок влучання протибункерної бомби по одному з бункерів.
У липні 2022 тіло Василя Богача перевезли в Україну з території, підконтрольної терористичним угрупованням. У січні 2023 родина отримала підтвердження аналізу ДНК.
Похований 16 січня 2023 року на Лук'янівському кладовищі м. Києва.
У Василя залишилися мама, дружина Альона та двоє синів: Іван і Богдан.

## Доробок
Під псевдонімом Іван Богдан написав три книги:
- «Маріуполь 2014» (2016)[6],
- «Патріотв'язні» (2018)[7][8],
- «По той бік окопів» (2020)[9].

1 вересня 2023 року в київському Музеї-майстерні Івана Кавалерідзе відкрилась унікальна виставка пластилінових робіт маріупольця Дмитра Чернобая. Серед них діорама, присвячена Василю Богачу. 

## Нагороди
- Звання Герой України з удостоєнням ордена «Золота Зірка» (12 червня 2023, посмертно) — за особисту мужність і героїзм, виявлені у захисті державного суверенітету та територіальної цілісності України, самовіддане служіння Українському народові[10][11][12].
- Орден «За мужність» III ступеня (квітень 2022)[13]